# 權杖 (塔羅牌)
在塔羅牌中，權杖是小阿爾克那中的其中一個花色。在四要素中象徵火之要素，火屬性的星座包括白羊座、獅子座和人馬座，都是熱情如火、充滿行動力的星座。長形的權杖可見權杖是陽性的牌組，而且更屬陽中之陽，代表的是男性性格中的實在層面。牌組所代表的大都是人的行動力、意願和積極的一面。在問及有關工作的問題時很少甚至沒有權杖牌便表示問卜者對工作也許沒有多大的熱誠了，當然亦需顧及當時牌陣的實際情況才能再作解釋。至於權杖宮廷牌，一般設想人格特徵為比較熱情奔放。